# 2000 dans le catholicisme
Chronologie du catholicisme
- 1996
- 1997
- 1998
- 1999
- 2000
- 2001
- 2002
- 2003
- 2004

L'année 2000 est entièrement sous le signe du Jubilé de l'an 2000 (24 décembre 1999 au 6 janvier 2001).

## Évènements
- 24 au 26 février : voyage apostolique du pape au Mont Sinaï, en Égypte.
- 20 au 26 mars : pèlerinage du pape en Terre Sainte.
- 30 avril : 
  - canonisation de Faustine Kowalska.
  - instauration du Dimanche de la divine Miséricorde.
- 12 et 13 mai : voyage apostolique du pape à Fátima, au Portugal.
  - 13 mai : béatification de Francisco Marto et Jacinthe Marto, voyants de Fátima.
- 21 mai : canonisation de Cristóbal Magallanes et ses 24 compagnons, José Maria de Yermo y Parres et Marie Venegas de la Torre.
- 18 au 25 juin : congrès eucharistique international à Rome.
- 12 août au 22 octobre : ostension du Suaire de Turin.
- 1er octobre : canonisation des 120 martyrs de Chine, de María Josefa Sancho de Guerra, Catherine Drexel et Joséphine Bakhita.
- 15 au 20 août : réunion des Journées mondiales de la jeunesse à Rome.
- 3 septembre : béatification des papes Pie IX et Jean XXIII, de Guillaume-Joseph Chaminade et de Columba Marmion.

## Décès

### Janvier
- 8 janvier : André Fauchet, prélat français, évêque de Troyes (° 30 novembre 1918)
- 15 janvier : Georges-Henri Lévesque, prêtre dominicain et sociologue canadien (° 16 février 1903)
- 20 janvier : Aimé-Georges Martimort, prêtre et liturgiste français (° 31 août 1911)
- 31 janvier : Giuseppe Ferraioli (en), prélat italien, diplomate du Saint-Siège et archevêque titulaire de Volturnum (de) (° 20 décembre 1929)

### Février
- 6 février : Jean Kerlévéo, prêtre, juriste et historien français (° 11 février 1910)
- 13 février : Jean de Cambourg, prélat français, évêque de Valence (° 19 décembre 1908)
- 28 février : Joseph de Finance, prêtre jésuite et philosophe français (° 30 janvier 1904)

### Mars
- 12 mars : Ignatius Kung Pin-mei, cardinal chinois, évêque de Shanghai, victime du communisme (° 2 août 1901)
- 23 mars : Antony Padiyara, cardinal indien, archevêque majeur syro-malabar d'Ernakulam (° 11 février 1921)
- 26 mars : Alfredo Bruniera, prélat italien, diplomate du Saint-Siège et archevêque titulaire de Claudiopolis-en-Honoriade (de) (° 30 septembre 1906)

### Avril
- 5 avril : François Maurer, prélat français, vicaire apostolique des Îles Saint-Pierre-et-Miquelon et évêque titulaire de Chimaera (de) (° 8 mai 1922)
- 6 avril : Bernardino Echeverría Ruiz, cardinal équatorien, archevêque de Guayaquil (° 12 novembre 1912)
- 12 avril : Gustave Thils, prêtre et théologien belge (° 3 février 1909)
- 22 avril : Gabriel Cabon, prêtre français, traducteur de la Bible en breton (° 12 avril 1920)

### Mai
- 3 mai : John Joseph O'Connor, cardinal américain, archevêque de New York (° 15 janvier 1920)
- 27 mai : Rodrigue Larue, prêtre franciscain, écrivain et enseignant canadien (° 6 mai 1913)
- 28 mai : Vincentas Sladkevičius, cardinal lituanien, archevêque de Kaunas (° 20 août 1920)

### Juin
- 4 juin : Paul Zoungrana, premier cardinal burkinabé, archevêque de Ouagadougou (° 3 septembre 1917)
- 6 juin : Bienheureuse Maria Laura Mainetti, religieuse et martyre italienne (° 20 août 1939)
- 7 juin : Maurice Feder, prêtre, enseignant et chef d'établissement français (° 24 janvier 1912)
- 15 juin : Angelin Lovey, abbé suisse, prévôt de la congrégation du Grand-Saint-Bernard (° 16 novembre 1911)

### Juillet
- 12 juillet : Roger Le Déaut, prêtre, bibliste et enseignant français (° 28 octobre 1923)
- 23 juillet : Johannes Dyba, prélat allemand, diplomate du Saint-Siège et archevêque titulaire de Néapolis-en-Proconsulaire (de) puis archevêque-évêque de Fulda (° 15 septembre 1929)

### Août
- 4 août : John Joseph Graham, prélat américain, évêque auxiliaire de Philadelphie et évêque titulaire de Sabrata (de) (° 11 septembre 1913)
- 13 août : António de Castro Xavier Monteiro, prélat portugais, archevêque-évêque de Lamego (° 1er décembre 1919)
- 23 août : John Anthony Kaiser, prêtre américain, missionnaire au Kenya, assassiné (° 29 novembre 1932)
- 26 août : Marie-Jeanne Bérère, militante féministe catholique française (° 5 avril 1923)

### Septembre
- 4 septembre : Augusto Vargas Alzamora, cardinal péruvien, archevêque de Lima (° 6 novembre 1922)
- 22 septembre : Vincenzo Fagiolo, cardinal italien de la Curie, Juste parmi les nations (° 5 février 1918)
- 26 septembre : Paul-Joseph-Marie Gouyon, cardinal français, archevêque de Rennes (° 24 octobre 1910)

### Octobre
- 1er octobre : Luciano Storero, prélat italien, diplomate du Saint-Siège et archevêque titulaire de Tigimma (de) (° 26 septembre 1926)
- 4 octobre : Egano Righi-Lambertini, cardinal italien de la Curie, diplomate du Saint-Siège et archevêque titulaire de Dioclée (de) (° 22 février 1906)
- 11 octobre : Pietro Palazzini, cardinal italien de la Curie, Juste parmi les nations, précédemment archevêque titulaire de Césarée-en-Cappadoce (de) (° 19 mai 1912)
- 13 octobre : Victor Sartre, prélat jésuite et missionnaire français, premier archevêque de Tananarive (° 23 septembre 1902)

### Novembre
- 11 novembre : Jean Albert Marie Auguste Bernard, prélat français, évêque de Nancy (° 3 mai 1916)
- 12 novembre : Guy-Marie Oury, historien et bénédictin franco-canadien (° 29 octobre 1929)

### Décembre
- 14 décembre : Myroslav Ivan Lioubatchivsky, cardinal ukrainien, archevêque majeur de Lviv des Ukrainiens (° 24 juin 1914)
- 19 décembre : William L. Moran, prêtre jésuite et assyriologue américain (° 11 août 1921)
- 21 décembre : Michel Le Moignan, prêtre, historien et homme politique canadien (° 7 novembre 1919)